# Réserve de biosphère transfrontière du Mono
La réserve de biosphère transfrontalière du Mono s’étend autour de l’embouchure du fleuve Mono, à la frontière entre le Bénin et le Togo. Elle a été inscrite au réseau mondial des réserves de biosphère de l’UNESCO en 2017,.
La réserve s'étend sur 346 285 hectares.

## Gestion
Du côté béninois, la structure porteuse est le Ministère de l’Environnement chargé de la Gestion des Changements climatiques, du Reboisement et de la Protection des ressources naturelles et forestières (MECGCCRPRNF), en collaboration avec le Centre national de gestion des réserves de faune (CENAGREF)
Du côté togolais, la gestion est assurée par le Ministère de l’Environnement et des Ressources forestières (MERF), avec l’appui de la Direction des Ressources forestières (DRF).

## Environnement

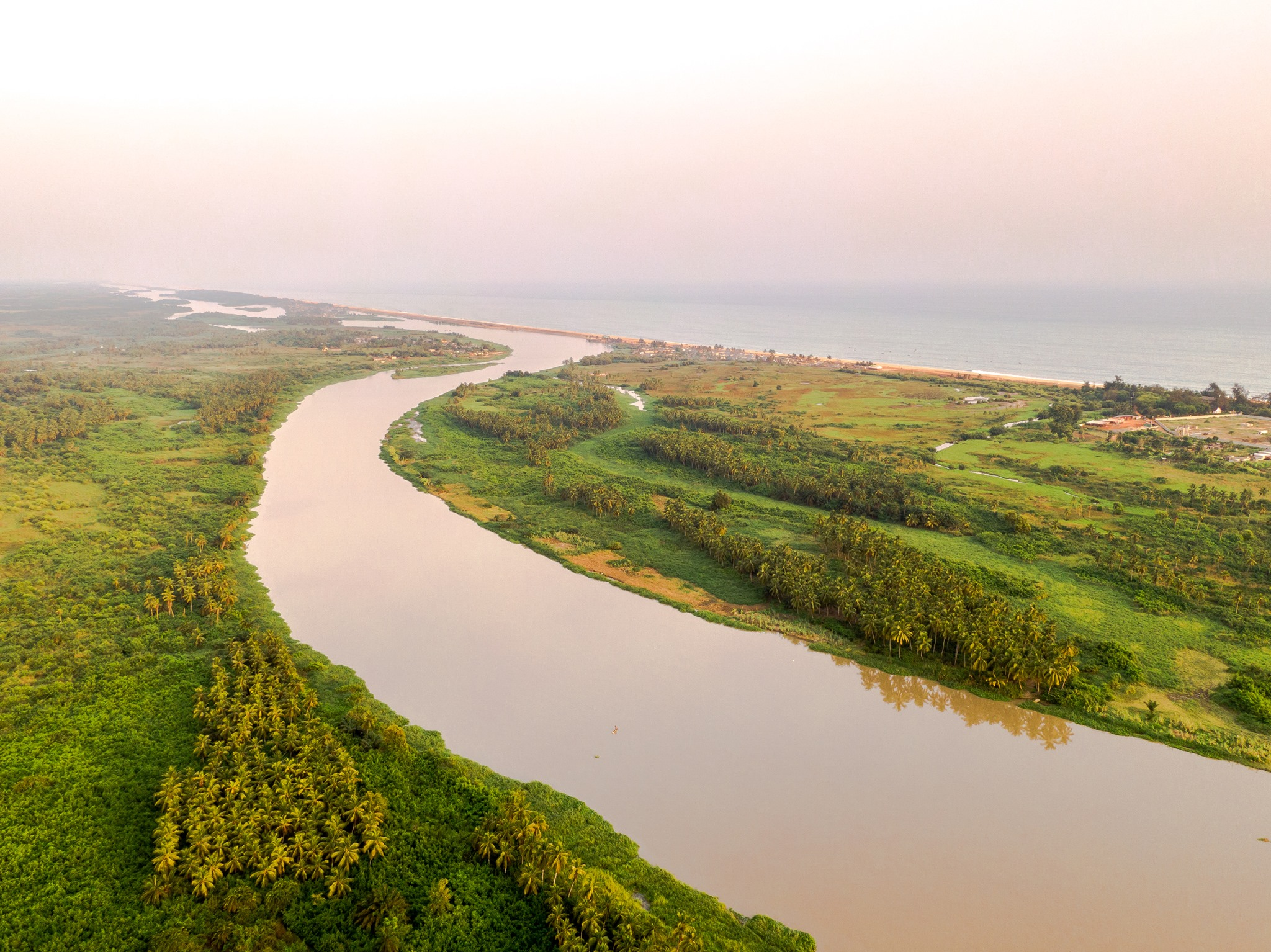
Fleuve Mono.

Paysages et écosystèmes comprennent principalement des mangroves, de la savane, des lagunes, des plaines inondables, ainsi que des forêts, notamment des forêts sacrées,.

## Économie
Près de deux millions de personnes y vivent. Leurs principales activités sont l'agriculture à petite échelle (palmiers à huile et noix de coco), le pâturage, la sylviculture et la pêche.

### Note
- (fr) Cet article est partiellement ou en totalité issu de l’article de Wikipédia en français intitulé « Réserve de biosphère transfrontière du Mono » (voir la liste des auteurs).